# Покручинский
Покручинский — хутор в Кумылженском районе Волгоградской области России. Входит в состав Суляевского сельского поселения. Население 429 чел. (2010).

## История
«Список населенных пунктов Алексеевского района по состоянию на 15 июня 1933 г.», приведенный Нижневолжским краевым управлением народно-хозяйственного учёта, включал хутор в Покручинский сельсовет Алексеевского района.
На основании решения Волгоградского облисполкома от 18 января 1965 года № 2/35 во вновь образованный Кумылженский район из Новоаннинского района был передан Покручинский с/с, вместе со всеми населёнными пунктами.
До реформы 2005 года — административный центр Покручинского сельсовета.
В соответствии с Законом Волгоградской области от 14 февраля 2005 года № 1006-ОД «Об установлении границ и наделении статусом Кумылженского района и муниципальных образований в его составе» хутор вошёл в состав образованного Суляевского сельского поселения. 

## География
Расположен в западной части региона, у административной границы с Алексеевским районов, в пределах Хопёрско-Бузулукской равнины, являющейся южным окончанием Окско-Донской низменности, вблизи р. Хопёр. В 2-4 км. находятся хутора Алексеевского района Зотовская, Плёс, Сидоровка. 
Уличная сеть состоит из шести географических объектов:
Березовский пер., Приозерный пер., ул. Молодёжная, ул. Песчаная, ул. Продольная, ул. Центральная.
Абсолютная высота 73 метра над уровнем моря.

## Население
| 2010 |
| ---- |
| 429  |

Гендерный состав
По данным Всероссийской переписи населения 2010 года в гендерной структуре населения из 429 человек мужчин — 219, женщин — 210 (51,0 и 49,0 % соответственно).
Национальный состав
Согласно результатам переписи 2002 года, в национальной структуре населения
русские составляли 95 % из общей численности населения в 457 чел..

## Инфраструктура
Развитое сельское хозяйство. Личное подсобное хозяйство.

## Транспорт
Конечный пункт автодороги межмуниципального значения «Кумылженская — Суляевский — Покручинский» (идентификационный номер 18 ОП МЗ 18Н-65).
Остановка «Покручинский», автобусы маршрута 654.
Просёлочные дороги, в том числе в соседний хутор Ендовский.